# Grup d'habitatges Verge del Carme
El Grup d'habitatges Verge del Carme és una obra racionalista de Tarragona protegida com a Bé Cultural d'Interès Local.

## Descripció
Es tracta d'una edificació d'habitatges socials de construcció tradicional i senzilla per abaratir els costos. El conjunt presenta dos edificis de la mateixa alçada, regulars i paral·lels entre ells, però amb una estructura corbada. Com a resultat, cada habitatge abasta de façana a façana i la crugia divisòria té sentit longitudinal. Les façanes són planes i queden retallades només per les obertures el que resulta en una gran expressivitat constructiva.
Pel que fa a l'interior, en un tram de l'habitatge hi ha la sala d'estar i el dormitori principal i a l'altre la resta de dormitoris, la cuina i l'escala d'accés. Amb la inclinació del mur que separa la cuina i l'escala, introduïda per Coderch, es va aconseguir optimitzar el funcionament de l'escala i economitzar l'espai de la cuina.
L'arquitecte Coderch va ser l'encarregat de modificar el projecte redactat per l'Administració pel seu vincle amb l'Instituto Social de la Marina. La seva intervenció va consistir en simplificar formalment i constructivament el projecte previ. També varen eliminar-se els motius decoratius de les finestres i es va utilitzar un sòcol diferent.

## Història
El 1954-1955 s'ampliaren els habitatges segons projecte de l'arquitecte Joan Zaragoza, qui desfigurà el volum original.